# 冯云山
冯云山（1815年—1852年6月10日），广东花县禾落地村（现属广州市花都区秀全街道大㘵村）人，是太平天国天王洪秀全所封五王之一的南王，封号全称為「真天命太平天国天朝九门御林云师前导副军师殿后军南王七千岁」。
冯云山是洪秀全最早的支持者，是拜上帝会的始创人之一，早年在花县教私塾，后与洪秀全到廣西紫荆（廣西桂平市紫荊山區）、金田（廣西桂平市金田村）一帶传教。1852年6月太平军路經蓑衣渡時，馮雲山被埋伏于此的清軍江忠源部炮火命中，傷重身亡。

## 生平
冯云山和洪秀全是广东省花县的同乡，洪秀全故里的官禄㘵和他的故里禾落地村今均属秀全街道大㘵村。今冯云山故居是广东省文物保护单位。祖父冯光宗墓、父亲冯英联墓均在今大㘵村大迳岭上。
有記載稱馮雲山曾加入西方传教士郭士立（Karl Gützlaff，郭实腊）在香港創立的基督教会组织福汉会。1843年，洪秀全在花县创立拜上帝會。1844年，馮雲山和洪秀全一起到廣西傳教。洪秀全不久便返回廣東，馮雲山堅持留下，靠著放牛、挑大糞度日，與當地農民打成一片，結識了當地大沖村曾玉珩、曾玉鎔兄弟，當了墊師，開始秘密傳教，发展烧炭工杨秀清、萧朝贵、矿工秦日纲等人入教。1847年，洪秀全再到廣西，當地的拜上帝會已略有規模。
1848年初當地的地主團練捉了馮雲山送到官府治罪，罪名是結盟聚眾。時洪秀全因故逃脫抓捕，但前往廣州營救馮未果，幸賴楊秀清帶頭砍柴燒炭賣錢，即所謂「科炭」，就是發動燒炭工抽出一部分炭錢積攢，同時發動教眾四處籌款，終於成功集資，交由黃玉坤賄賂官府，換來了馮雲山的「查無謀逆實據」，馮得以從輕發落。此後拜上帝會繼續發展。1851年金田起義後，洪秀全封馮雲山為天父皇上帝的三子、前導副軍師、後軍主將，後加封南王。馮雲山制訂了太平天國初期的官制、禮制和軍制，又創造了一套獨特曆法，在太平天國內使用。
1852年5月24日太平军路經全州時，守城清軍遙見敵軍中的黃轎，便開炮攻擊，竟命中，馮雲山受重傷，太平軍憤而攻城。6月3日攻克。6月10日太平军在全州蓑衣渡遭到清军伏击，损失惨重，冯于乱军之中中炮阵亡。

## 重要性與影響
冯雲山與洪秀全共創太平天國，也是拜上帝會初創期重要的宣傳發展者；馮雲山對整個太平天國發展的重要性與影響如下：
- 冯雲山是太平天国的實際创建人，拜上帝會初創期重要的宣傳發展者 [3]，初創期時，馮雲山的地位，僅次洪秀全；道光二十八年（1848年）馮雲山被捕後，洪秀全前往廣州營救，此時群龍無首，由於楊秀清自稱天父附身下凡，團結帶領拜上帝會成員，導致馮雲山的地位，降至第三，在洪秀全、楊秀清之後；同年，蕭朝貴亦稱自己是天兄附身下凡，導致馮雲山的地位，落至第四。
- 馮雲山對政治、軍事、典章制度，以至天文、曆法無不精通。他尤善於觀察當前形勢，進行了解和研究，隨機應變 [4]，其智謀氣度，實為太平天國第一人 [5]。
- 冯雲山能清楚認識到：農工起義若要成功，必須結合儒家，取得知識分子的認同和支持，更何況太平天國是以西方宗教為號召，故其在传教期间，想方設法和紫荆山区的知识分子、士绅阶层打成一片，所以很少有人排挤拜上帝會。不主张毁灭寺庙、道观、孔庙、书馆，而是設法联合知识分子，并争取他们支持。
- 冯雲山能以大局為重，为了大局稳定發展，为了革命事业成功，他可以牺牲个人之利益。
- 馮雲山與洪秀全共創太平天國，且杨秀清、萧朝贵、韦昌辉、石达开、胡以晃等人，均為馮雲山所一手引入提拔 [6]。馮雲山若非早亡，應可憑其威望和地位，平衡各方權力，不使權力過分偏向楊秀清，或可避免，或延緩天京事變發生。

## 評價
谢介鹤在《金陵甲癸纪事略》中曾称冯云山为“奇才”。馮雲山有毅力、有能耐，極受信徒尊重，最艱苦、最基礎七年的紫荊山傳教，均為馮雲山奔走。楊秀清、蕭朝貴、韋昌輝、石達開等人的加入，也是馮的功勞。《李秀成自述》曾提到：“謀立創國者出南王之謀，前做事者皆南王也。”論其智謀器度，實為太平天國第一人。